# ديفيد إس. لوب
ديفيد إس. لوب (بالإنجليزية: David S. Loeb)‏ هو مصرفي أمريكي، ولد في 19 يناير 1924، وتوفي في 30 يونيو 2003.